# Victoria Hæstad Bjørnstad
Victoria Hæstad Bjørnstad, född 11 februari 1999, är en norsk orienterare. Hon tävlar för Fossum IF och IFK Göteborg.
Vid norska mästerskapen har Bjørnstad tagit två guld, fem silver och ett brons mellan 2019 och 2023.

## Karriär
Vid EM 2021 i Neuchâtel tog Bjørnstad brons i den mixade sprintstafetten tillsammans med Eskil Kinneberg, Kasper Fosser och Andrine Benjaminsen. Vid VM 2021 i Doksy tog hon silver i den mixade sprintstafetten tillsammans Audun Heimdal, Kasper Fosser och Andrine Benjaminsen.

## Medaljer i norska mästerskapen
| Medalj | Gren            | År         |
| ------ | --------------- | ---------- |
| Guld   | Knockoutsprint  | 2019, 2023 |
| Silver | Sprint          | 2021       |
| Silver | Knockoutsprint  | 2020, 2021 |
| Silver | Långdistans     | 2020       |
| Silver | Sprintstafett   | 2020       |
| Brons  | Nattorientering | 2021       |